# Mecarbam
Mecarbam ist ein Insektizid aus der Wirkstoffgruppe der Organophosphate.
Die Verbindung wurde 1961 von der Firma Murphy Chemicals Ltd. entwickelt.

## Gewinnung und Darstellung
Mecarbam kann durch eine mehrstufige Reaktion gewonnen werden. Dazu werden zuerst Phosgen und Ethanol mit Methylamin zu N-Methylethylcarbamat umgesetzt, was anschließend mit Chloressigsäurechlorid zur Reaktion gebracht wird. Das dabei entstehende Molekül reagiert dann mit O,O-Diethyldithiophosphat zum Mecarbam.

## Eigenschaften
Mecarbam ist eine ölige Flüssigkeit, die in reiner Form farblos ist und in technischer Form eine blassgelbe bis bräunliche Färbung aufweisen kann. Es gefriert bei Temperaturen unter 9 °C und ist durch seinen niedrigen Dampfdruck nicht flüchtig. Es ist schwer in Wasser, gut jedoch in organischen Lösungsmitteln löslich. Mit einer Halbwertszeit von 35 Tagen im Boden ist es moderat persistent. Mecarbam hydrolysiert in wässrig-saurem Milieu langsam und unter alkalischen Bedingungen schnell. Mecarbam zersetzt sich bei einer Temperatur von 338 °C.

## Wirkungsweise
Wie alle Organophosphate und Phosphorsäureester beruht die Wirkung von Mecarbam auf der irreversiblen Inhibition der Acetylcholin-Esterase der Nervenzellen. Dies bewirkt, dass die Reizweiterleitung des Nervensystems gestört wird bzw. zum Erliegen kommt, was wiederum zu Lähmungen, Atemstillstand und zuletzt dem Tod führen kann.

## Einsatzgebiete
Mecarbam ist ein Insektizid und Akarizid, welches gegen saugende und kauende Schädlinge eingesetzt werden kann. Es wirkt außerdem als Ovizid. Typische Einsatzgebiete sind die Bekämpfung von Blattläusen, weiße Fliegen und rote Spinnen, sowie Schmier- und Schildläusen bei Obstbäumen. Im Reisanbau kann es gegen Fruchtfliegen, Zikaden und Minierer eingesetzt werden.

## Analytik
Zum zuverlässigen Nachweis und zur Quantifizierung von Mecarbam können sowohl flüssig- als auch gaschromatographische Methoden zum Einsatz kommen. Zur Identifizierung kann nach der chromatographischen Trennung ein Massenspektrometer verwendet werden. Das Europäische Arzneibuch legt als Grenzwert für Mecarbam-Rückstände in pflanzlichen Drogen 0,05 mg·kg−1 fest.

## Zulassung
In der Europäischen Union und der Schweiz sind keine Pflanzenschutzmittel mit dem Wirkstoff Mecarbam zugelassen.